# Archeologia eksperymentalna

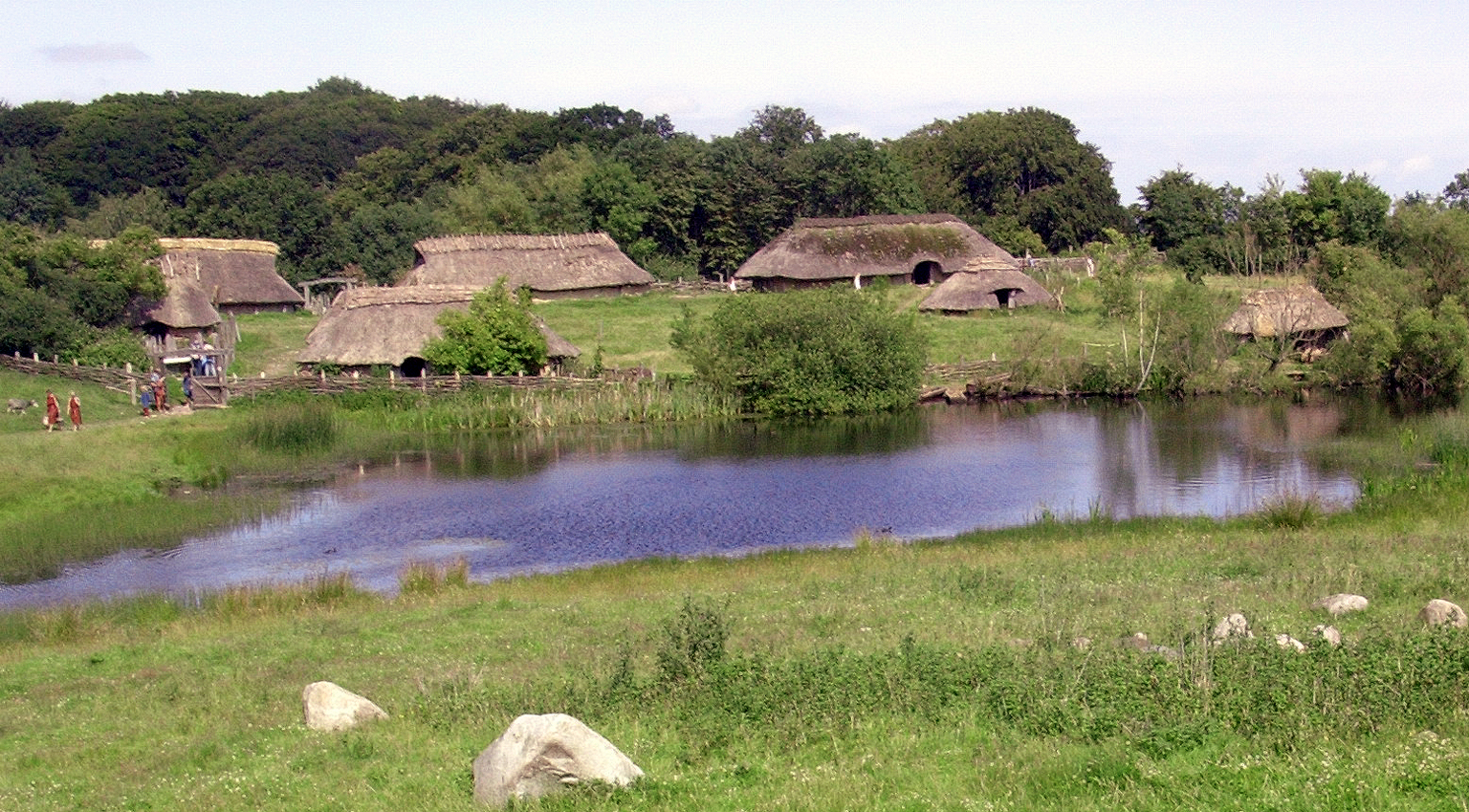
Centrum Doświadczalne w Lejre, w którym prowadzone są działania z zakresu archeologii eksperymentalnej obejmującej epokę kamienia, żelaza, wczesne średniowiecze i XIX wiek. Na zdjęciu rekonstrukcja wioski z epoki żelaza (500 p.n.e. - 400 n.e.)

Archeologia eksperymentalna (inaczej: archeologia doświadczalna) – jedna z metod badawczych z dziedziny archeologii, której celem jest stworzenie materiału porównawczego na bazie badań empirycznych, pomocnego w interpretowaniu materiału źródłowego pozyskanego w toku badań wykopaliskowych.

## Charakterystyka
Archeologia eksperymentalna zajmuje się badaniem technologii wymarłych cywilizacji, próbując rekonstruować przedmioty i techniki rzemieślnicze. Podczas doświadczenia istotne są czerpane z niego informacje, nie zaś wykonane obiekty czy artefakty. Metody tej używa się głównie podczas prac nad oszacowaniem nakładu pracy, rekonstrukcją narzędzi na podstawie np. śladów przez nie pozostawionych, oraz próbami przypisania funkcji nieznanym przedmiotom. Błędnie utożsamiana z działalnością stowarzyszeń "historii żywej".
Dobrym przykładem ośrodka prowadzącego tego typu działalność jest starożytna farma w Butser w stanie Hampshire w Wielkiej Brytanii. Znajduje się tu działająca replika farmy z epoki żelaza, w której prowadzone są doświadczenia dotyczące uprawy roślin w prehistorii, polowań na zwierzęta czy wytwórstwa. Innym ważnym ośrodkiem jest Centrum Doświadczalne w Lejre w Danii.

## Historia
Jej kolebką są kraje anglosaskie, tam też doczekała się największej liczby opracowań naukowych i podzieliła się na rodzaje w ramach klasycznego Thomsenowskiego podziału epok w archeologii. Bardzo modna w latach 60., obecnie, po latach zastoju, przeżywa renesans dzięki zastosowaniu najnowszych technik badawczych wraz z rozwojem archeologii jako nauki przyrodniczo-humanistycznej o charakterze interdyscyplinarnym. W Polsce, z powodu braku zainteresowania ze strony środowiska naukowego oraz w związku z atakami metodologów archeologii na podstawy koncepcji tej metody, archeologia eksperymentalna nie jest uznawana za metodę naukową, a wnioski są traktowane jako niczym niepoparte spekulacje o charakterze popularyzatorskim. 

## Literatura
- Ahrens C., Wiederaufgebaute Vorzeit. Archäologische Freilichtmuseen in Europa, Neumünster 1990.
- Coles J., Archeologia doświadczalna, Warszawa 1977.
- Coles J., Experimental archaeology, [w:] W. Brzeziński, W. Piotrowski (red.), Proceedings of the First International Symposium on Wood Tar and Pitch, Warszawa 1997, s. 307-312.
- Fansa M. (ed.), Experimentelle Archäologie in Deutschland, Bd. 1, Oldenburg 1990.
- Fansa M. (ed.), Experimentelle Archäologie in Deutschland. Bilanz 1991, Bd. 2, Oldenburg 1991.
- Malina J., Metody eksperimentu v archeologii, Praha 1980.
- Malinowski T., Eksperymenty archeologiczne w Polsce, Archeologia Polski, t. 35: 1990, z. 2, s. 215-238.